# گروه فورموسا پلاستیکس
گروه فورموسا پلاستیکس (به چینی: 台塑集團) شرکت خوشه‌ای تایوانی است، که در زمینه صنایع پتروشیمی، زیست‌فناوری و تولید قطعات الکترونیکی فعالیت می‌نماید.
شرکت فورموسا پلاستیکس در سال ۱۹۵۸ توسط دو برادر بنام‌های وانگ یانگ-چینگ و وانگ یانگ-سای راه‌اندازی شد. دفتر مرکزی این شرکت در شهر تایپه، تایوان قرار دارد.